# Igor Liziero
Igor Matheus Liziero Pereira, noto semplicemente come Igor Liziero (Jales, 7 febbraio 1998), è un calciatore brasiliano, centrocampista del San Paolo.

## Caratteristiche tecniche
È un esterno sinistro.

## Carriera

### Club
Cresciuto nelle giovanili del San Paolo, ha esordito in prima squadra l'11 marzo 2018 in occasione di un match del Campionato Paulista vinto 3-1 contro il Red Bull Brasil.
L'8 gennaio 2022 si trasferisce a titolo temporaneo all'Internacional.

## Statistiche

### Presenze e reti nei club
Statistiche aggiornate al 9 novembre 2024.
| Stagione         | Squadra          | Campionato       | Campionato | Campionato | Coppe nazionali | Coppe nazionali | Coppe nazionali | Coppe continentali | Coppe continentali | Coppe continentali | Altre coppe | Altre coppe | Altre coppe | Totale | Totale | Totale |
| Stagione         | Squadra          | Comp             | Pres       | Reti       | Comp            | Pres            | Reti            | Comp               | Pres               | Reti               | Comp        | Pres        | Reti        | Pres   | Reti   |        |
| ---------------- | ---------------- | ---------------- | ---------- | ---------- | --------------- | --------------- | --------------- | ------------------ | ------------------ | ------------------ | ----------- | ----------- | ----------- | ------ | ------ | ------ |
| 2018             | San Paolo        | A1/SP+A          | 5+29       | 0+1        | CB              | 3               | 0               | CS                 | 3                  | 1                  | -           | -           | -           | 40     | 2      |        |
| 2019             | San Paolo        | A1/SP+A          | 8+21       | 1+0        | CB              | 0               | 0               | CL                 | 0                  | 0                  | -           | -           | -           | 29     | 1      |        |
| 2020             | San Paolo        | A1/SP+A          | 8+6        | 0          | CB              | 0               | 0               | CL                 | 1                  | 0                  | -           | -           | -           | 15     | 0      |        |
| 2021             | San Paolo        | A1/SP+A          | 8+29       | 1+1        | CB              | 4               | 0               | CL                 | 7                  | 0                  | -           | -           | -           | 48     | 2      |        |
| 2022             | Internacional    | A1/G+A           | 9+14       | 0          | CB              | 0               | 0               | CL                 | 5                  | 0                  | -           | -           | -           | 28     | 0      |        |
| gen. 2023        | San Paolo        | A1/SP+A          | 2+0        | 0          | CB              | 0               | 0               | CS                 | 0                  | 0                  | -           | -           | -           | 2      | 0      |        |
| 2023             | Coritiba         | A1/PR+A          | 4+10       | 0          | CB              | 3               | 0               | -                  | -                  | -                  | -           | -           | -           | 17     | 0      |        |
| 2023-2024        | Yverdon          | SL               | 28         | 3          | CS              | 1               | 0               | -                  | -                  | -                  | -           | -           | -           | 29     | 3      |        |
| 2024             | San Paolo        | A1/SP+A          | 0+9        | 0+1        | CB              | 2               | 0               | CL                 | 0                  | 0                  | -           | -           | -           | 11     | 1      |        |
| Totale San Paolo | Totale San Paolo | Totale San Paolo | 31+94      | 2+3        |                 | 9               | 0               |                    | 11                 | 1                  |             | -           | -           | 145    | 6      |        |
| Totale carriera  | Totale carriera  | Totale carriera  | 192        | 9          |                 | 13              | 0               |                    | 16                 | 1                  |             | -           | -           | 221    | 10     |        |

## Palmarès

### Competizioni statali
- Campionato paulista: 1

San Paolo: 2021